# ذیش رحمان
ذیش رحمان (اردو: ذيشان رحمان؛ زادهٔ ۱۴ اکتبر ۱۹۸۳) بازیکن سابق و مربی فوتبال اهل پاکستان-انگلستان است.
از باشگاه‌هایی که در آن بازی کرده است می‌توان به باشگاه فوتبال نوریچ سیتی، باشگاه ورزشی کیتچی، باشگاه فوتبال کویینز پارک رنجرز، باشگاه فوتبال برادفورد سیتی، باشگاه فوتبال بلکپول، باشگاه فوتبال فولام، باشگاه فوتبال موانگتونگ یونایتد، و باشگاه فوتبال برایتون اند هوو آلبیون اشاره کرد.
وی همچنین در تیم‌های ملی فوتبال زیر ۱۸ سال انگلستان، زیر ۱۹ سال انگلستان، زیر ۲۰ سال انگلستان، و پاکستان بازی کرده است.